# Pagodulinae
Sous-famille
Les Pagodulinae sont une sous-famille de mollusques gastéropodes de la famille des Muricidae.

## Systématique
La sous-famille des Pagodulinae a été créée en 2012 par Andrea Barco (d), Stefano Schiaparelli (d), Roland Houart (d) et Marco Oliverio (d).

## Liste des genres
Selon World Register of Marine Species (20 novembre 2021) :
- genre Abyssotrophon Egorov, 1993
- genre Axymene Finlay, 1926
- genre Boreotrophon P. Fischer, 1884
- genre Comptella Finlay, 1926
- genre Enixotrophon Iredale, 1929
- genre Lenitrophon Finlay, 1926
- genre Pagodula Monterosato, 1884
- genre Paratrophon Finlay, 1926
- genre † Peritrophon Marwick, 1931
- genre Poirieria Jousseaume, 1880
- genre Terefundus Finlay, 1926
- genre Trophonella Harasewych & Pastorino, 2010
- genre Trophonopsis Bucquoy & Dautzenberg, 1882
- genre † Vesanula Finlay, 1926
- genre Xymene Iredale, 1915
- genre Xymenella Finlay, 1926
- genre Xymenopsis Powell, 1951
- genre Zeatrophon Finlay, 1926

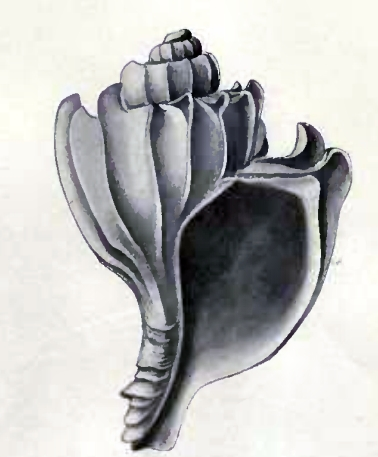
Trophonella shackletoni.
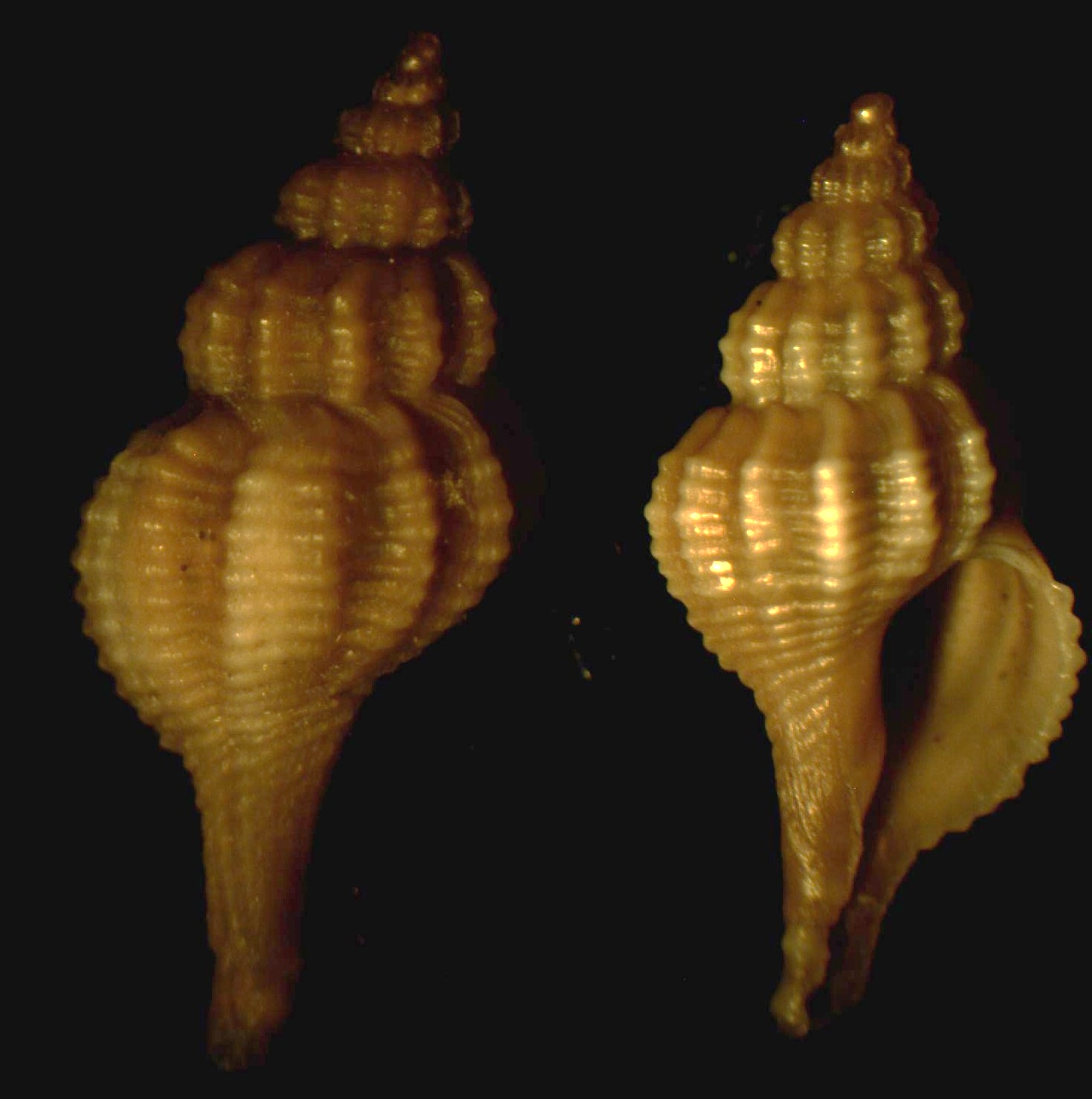
Trophonopsis muricata.
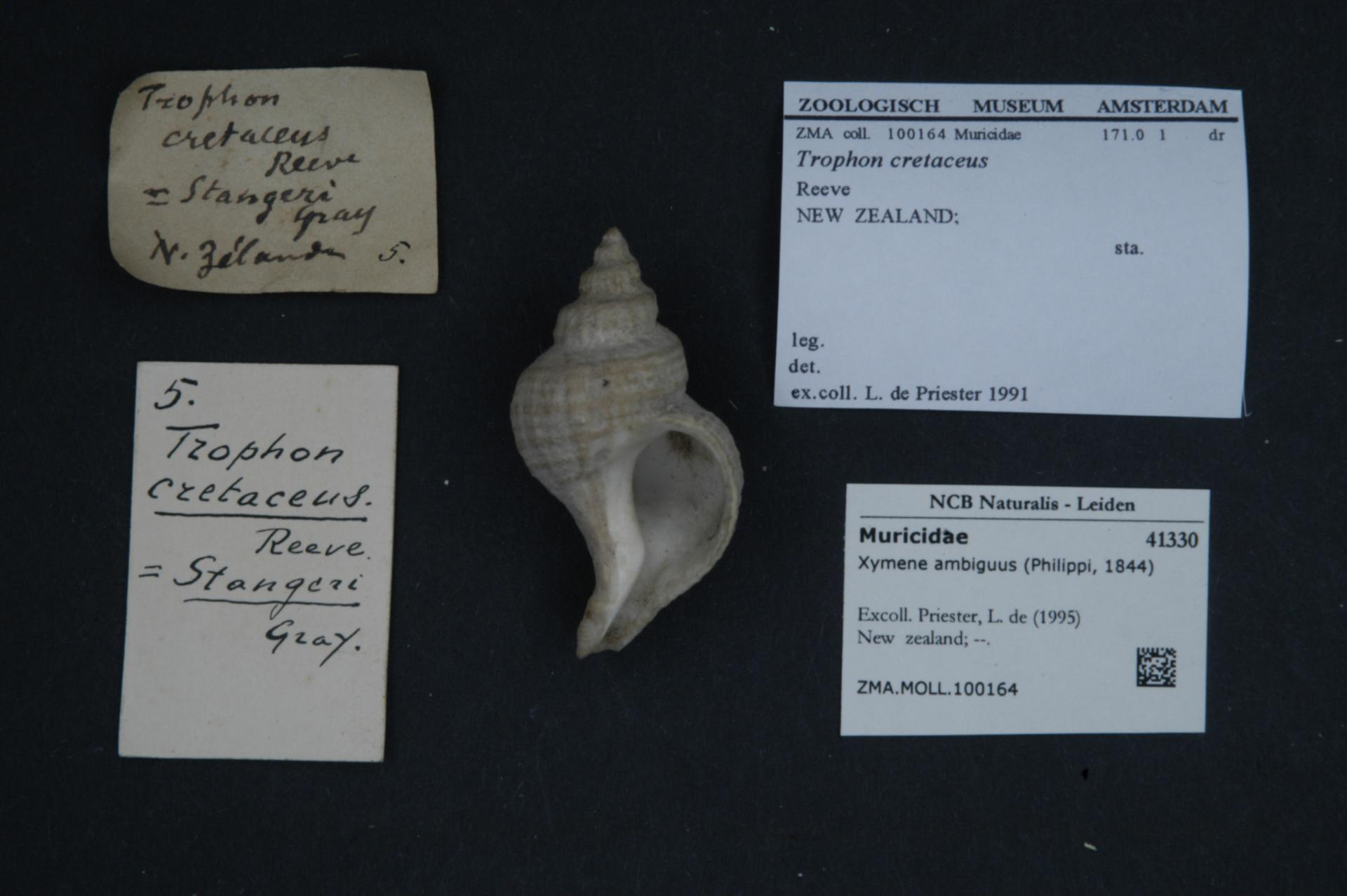
Xymene ambiguus.
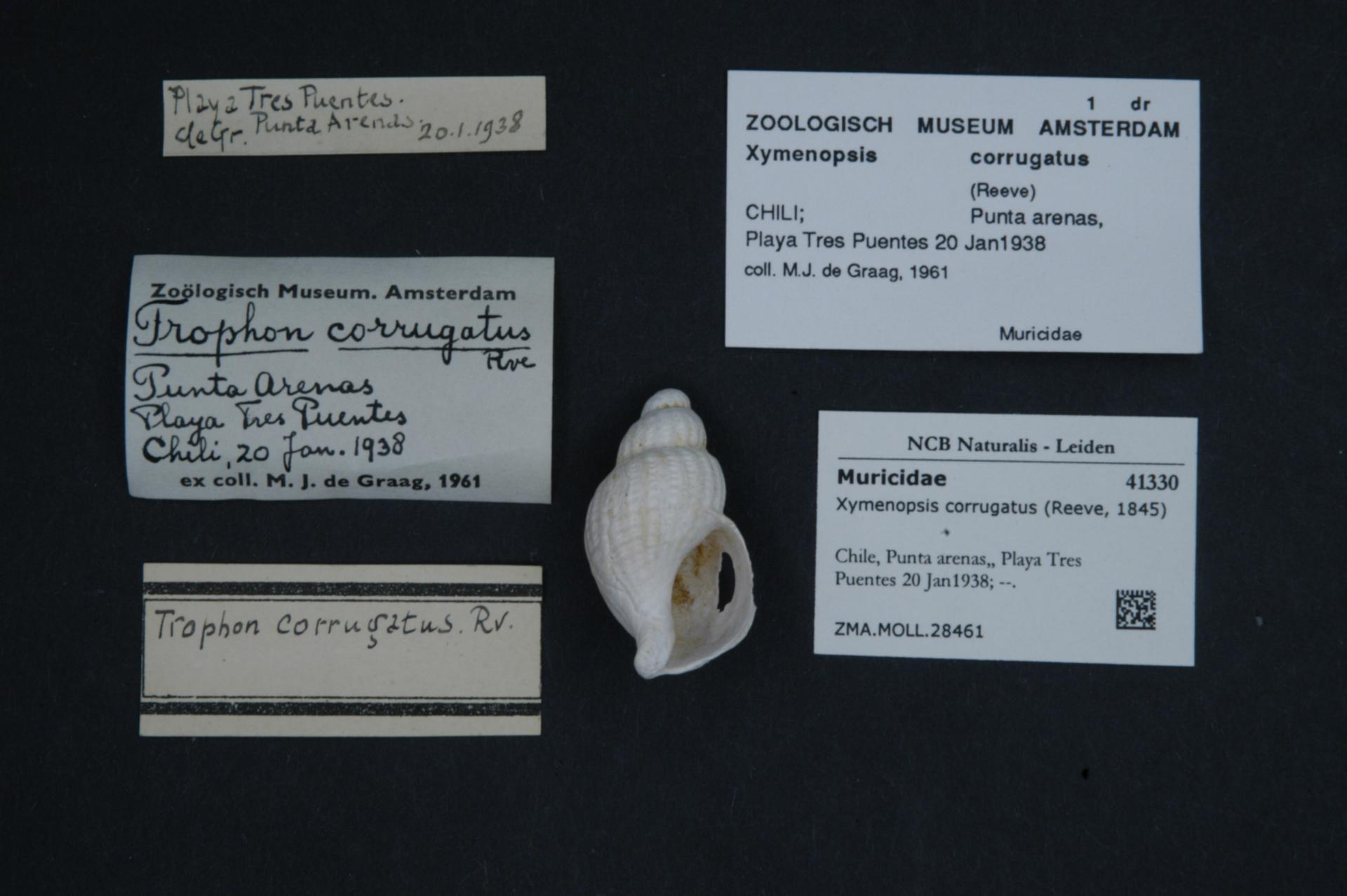
Xymenopsis corrugatus.
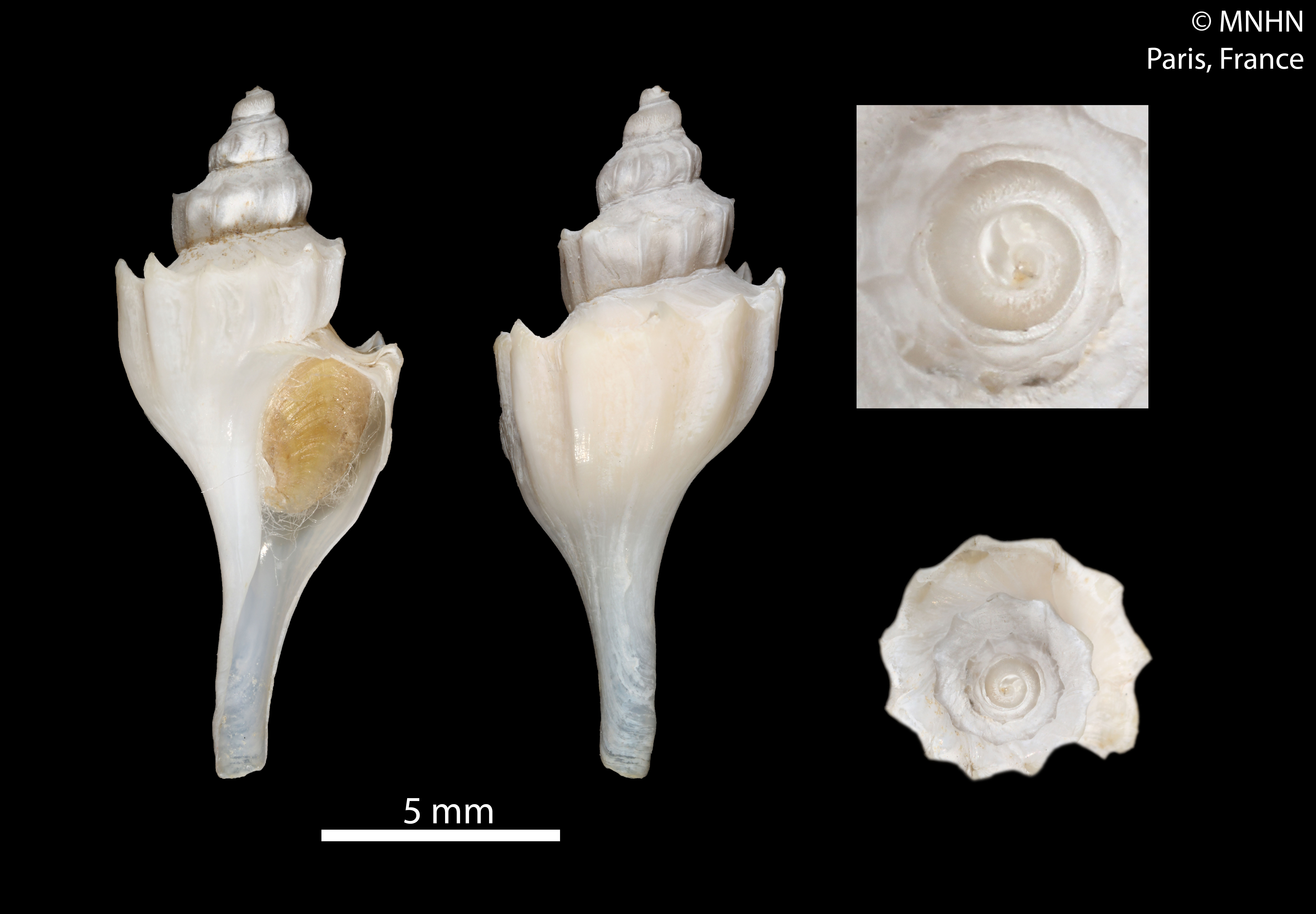
Enixotrophon vangoethemi.

## Publication originale
- (en) Andrea Barco, Stefano Schiaparelli, Roland Houart et Marco Oliverio, « Cenozoic evolution of Muricidae (Mollusca, Neogastropoda) in the Southern Ocean, with the description of a new subfamily », Zoologica Scripta, Wiley-Blackwell, vol. 41, no 6,‎ 11 juillet 2012, p. 596-616 (ISSN 0300-3256 et 1463-6409, DOI 10.1111/J.1463-6409.2012.00554.X).